# Pfarrkirche Zillingdorf

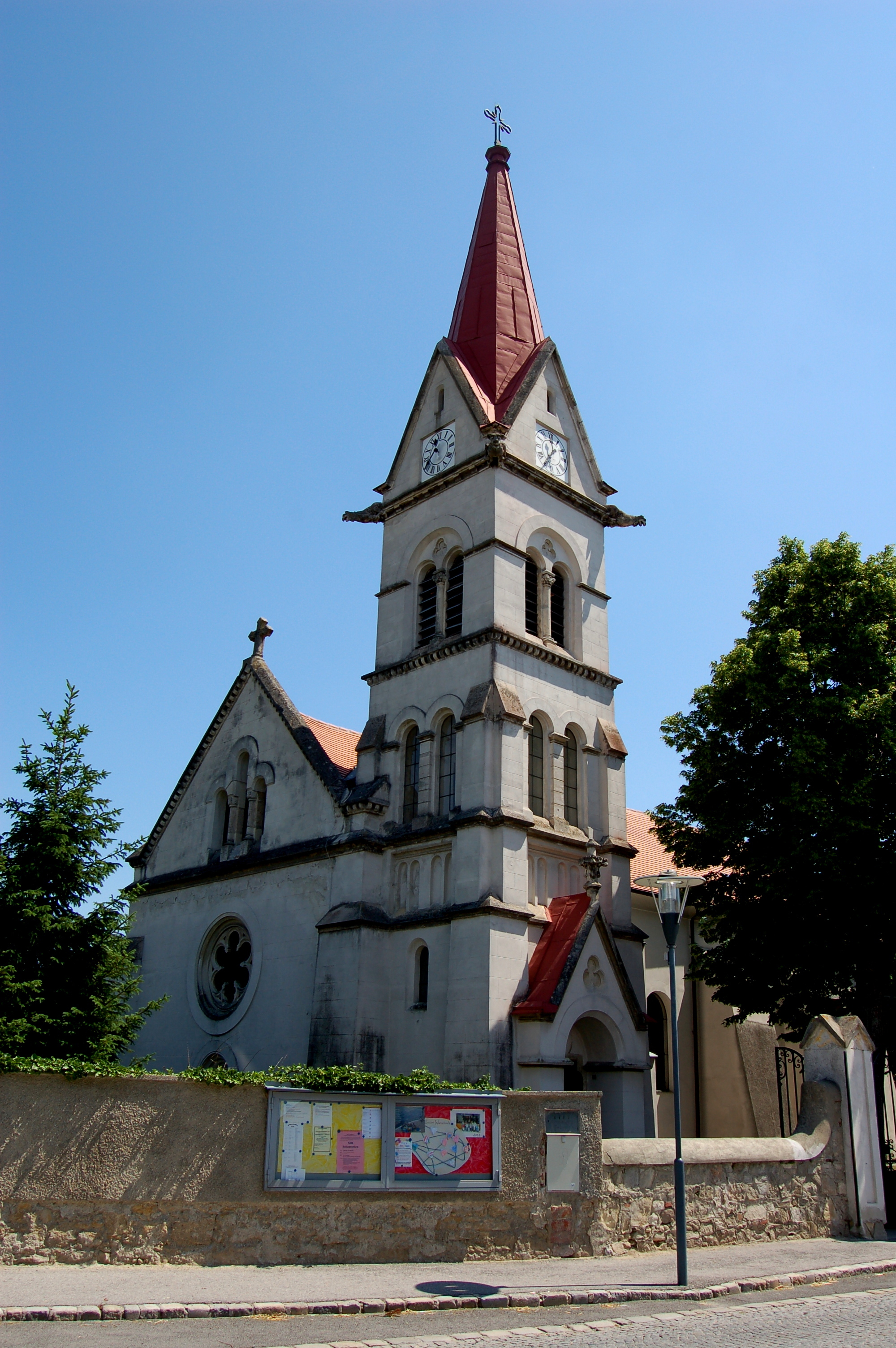
Kath. Pfarrkirche hl. Georg in Zillingdorf

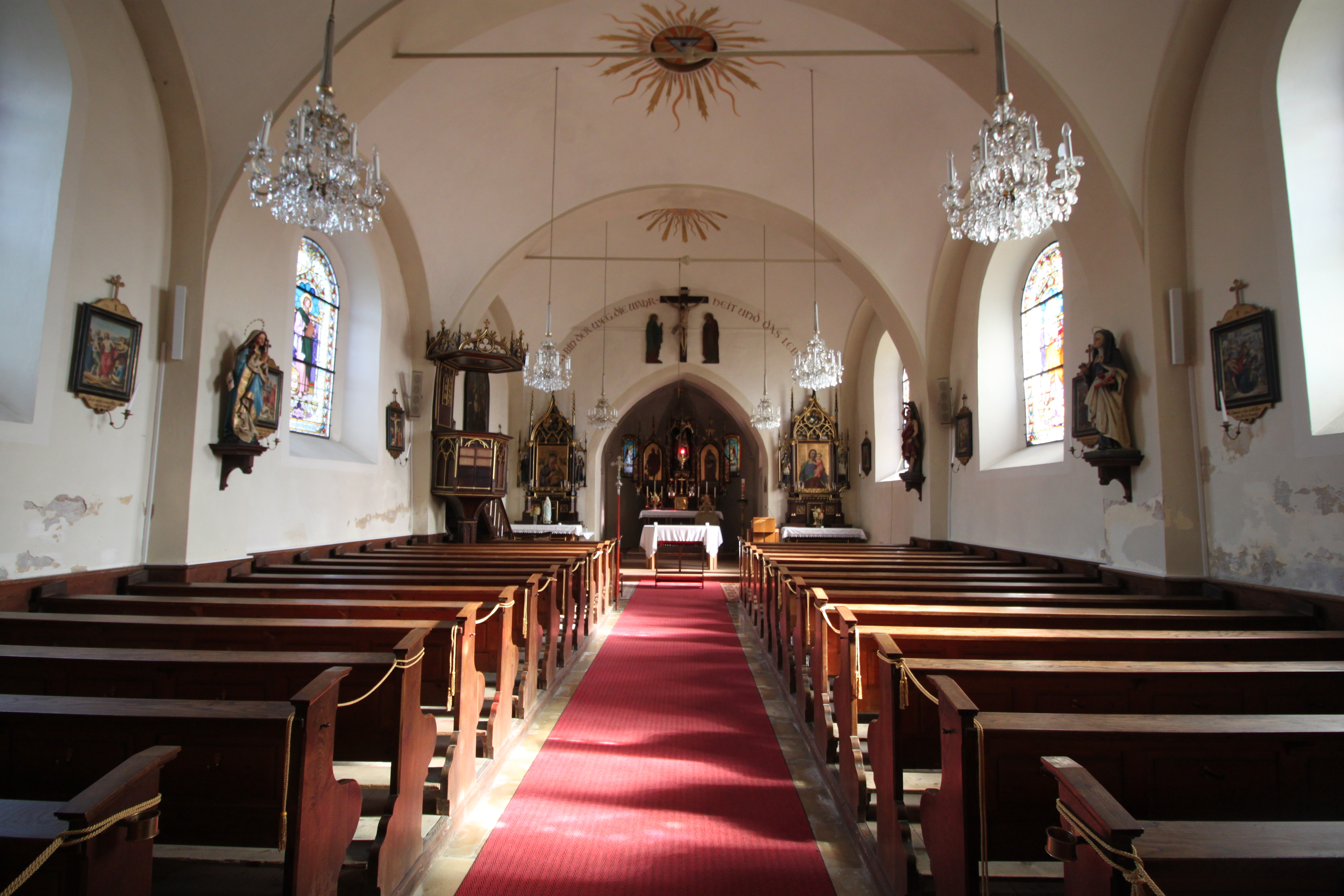
Kath. Pfarrkirche Zillingdorf Innenansicht 2020

Die römisch-katholische Pfarrkirche Zillingdorf steht in der Marktgemeinde Zillingdorf in Niederösterreich. Die Pfarrkirche hl. Georg gehört zum Dekanat Wiener Neustadt im Vikariat Unter dem Wienerwald der Erzdiözese Wien. Die Kirche steht unter Denkmalschutz.

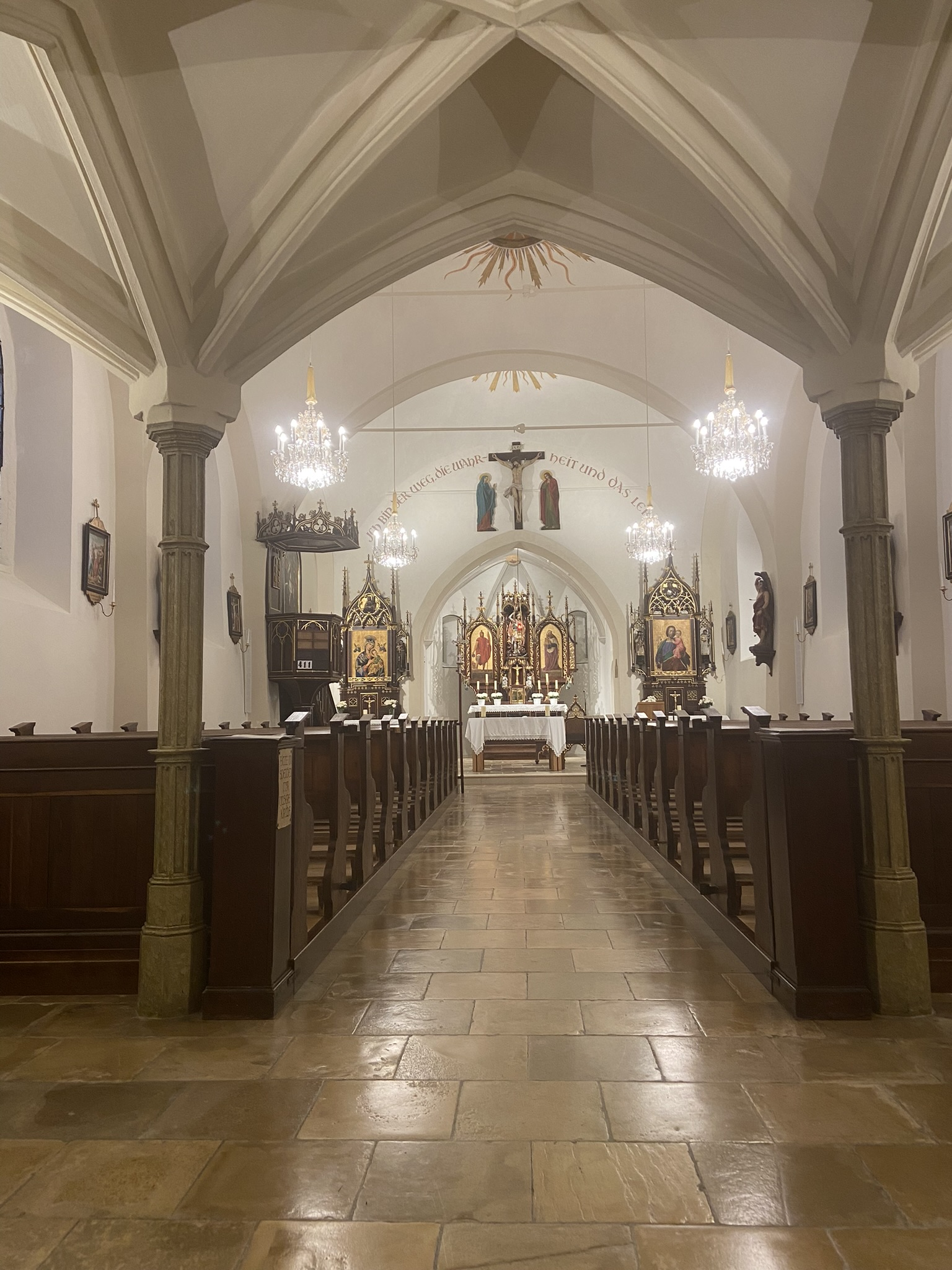
Kath. Pfarrkirche Zillingdorf Innenansicht nach der Renovierung 2023

## Geschichte
Um 1300 entstand vermutlich die Pfarre, welche 1493 dem Domkapitel von Wiener Neustadt übertragen wurde. Die Kirche wurde 1605 zerstört und 1614 mit Kardinal Melchior Khlesl wiederaufgebaut. Nach Schäden im Türkenkrieg (1683) war die Kirche bis 1686 eine Ruine und wurde dann bis 1700 wiederaufgebaut. Die Pfarre war bis 1785 eine freie bischöfliche Kollationspfarre. 1829 war eine Einwölbung. 1859 war ein Brand. 1865 erfolgte ein Umbau und eine Erweiterung in neoromanischen Formen mit dem Baumeister Johann Nothaft. Die Kirche wurde 1952 restauriert.

## Architektur
An der im Kern gotischen Kirche mit einem eingezogenen Chor wurde das Langhaus westlich um ein Joch verlängert und erhielt eine neoromanische Hauptfassade mit einem vorgestellten Südturm.
Die Orgel aus 1902 stammt von Matthäus Mauracher.